# Lista de palavras portuguesas de origem taíno
Os Taínos são o povo indígena que habitava as Bahamas, Cuba e a ilha de Hispaniola quando Colombo chegou às Américas. Já no primeiro contato entre Colombo e os indígenas várias palavras foram adquiridas e entraram no vocabulário do português e do espanhol.

## B
- Batata

## C
- Cacique (kasike, chefe da tribo)
- Canibal
- Canoa

## F
- furacão

## T
- tabaco